# Fuglefangst paa Færøerne
Fuglefangst paa Færøerne er en dansk stum dokumentarfilm fra 1910 produceret af Nordisk Films Kompagni. Filmens instruktør er ukendt.
Filmen viser, hvorledes der fanges fugle på klippesiderne på Færøerne. I filmprogrammet bekrives, at det er let at fange fuglene, havde det ikke været for de stejle fjelde, da fuglene er tamme, eller dumme, om man vil.
Filmen blev i tysktalende lande distribueret som Figling og i engelsktalende lande som Birding on Faroe Islands.